# 莫米尼
莫米尼（法語：Momignies，法語發音：[mɔmiɲi]）是比利时瓦隆大区埃諾省蒂安區的一个市镇，与法国北部省、埃纳省、阿登省三省接壤，通行法语，是比利时法语社群的一部分，人口5,309人（2018年1月1日）。